# Leucania vitellina
Leucania vitellina là một loài bướm đêm trong họ Noctuidae.